# Clandestinovirus
„Clandestinovirus“ (CLV) ist der Name einer vorgeschlagenen Gattung im von Riesenviren in der Klasse Megaviricetes des Phylums Nucleocytoviricota (NCLDV), die Amöben der Gattung Vermamoeba infizieren.
Der „Clandestinovirus“-Stamm wurde bei der DNA-Sequenzierung in einer gemischten Co-Kultur zusammen mit einem anderen Riesenvirus-Kandidaten, dem „Faustovirus ST1“, entdeckt und trägt daher die analoge Bezeichnung „Clandestinovirus ST1“; als Wirt wurde dabei der Stamm Vermamoeba vermiformis CDC19 benutzt.
Nach ersten phylogenetischen Analysen 2019 schien „Clandestinovirus“ nahe verwandt mit einer ebenfalls vorgeschlagenen Virusgattung oder -spezies „Usurpativirus“, und mit dieser zusammen den Algenviren der Familie Phycodnaviridae nahestehend zu sein (also möglicherweise der diese Familie enthaltenden Ordnung Algavirales anzugehören).
Neuere phylogenetische Analysen korrigierten diese Position. „Clandestinovirus“ scheint danach am nächsten verwandt mit den Acanthamoeba-castellanii-Medusavirus (ACMV, offiziell Medusavirus medusae) der Gattung Medusavirus, dem bisher einzigem Mitglied der Familie Mamonoviridae (früher als Medusaviridae vorgeschlagen). Unverändert bleibt die Mitgliedschaft von „Clandestinovirus“ und Medusavirus mit ihrer Familie Mamonoviridae, sowie den Familien Phycodnaviridae, Mimiviridae und anderen in der Riesenviren-Klasse Megaviricetes.
Überraschenderweise ist das „Clandestinovirus“ nicht lytisch und wird freigesetzt, ohne eine schnelle Lyse seines Wirts zu verursachen. Allgemein zeigt „Clandestinovirus“ einen ähnlichen Replikationszyklus wie das Acanthamoeba-castellanii-Medusavirus (Medusavirus medusae), ein Riesenvirus, das wenig zuvor in Japan entdeckt wurde. Beide Viren haben im Vergleich zu anderen Riesenviren einen ungewöhnlichen Replikationszyklus mit dem Eintritt in den Zellkern ihrer Amöbenwirte. Im Gegensatz zum Medusavirus findet die Replikation von „Clandestinovirus“, einschließlich des Zusammenbaus der Virionen, jedoch in den viralen Fabriken statt, die direkt im Zellkern gebildet werden.

## Morphologie
„Clandestinovirus“ hat ein ikosaedrisches Kapsid ohne Fibrillen, der Durchmesser der Virionen (Viruspartikel) beträgt zwischen 202 nm (im Mittel 180 nm).

## Replikation

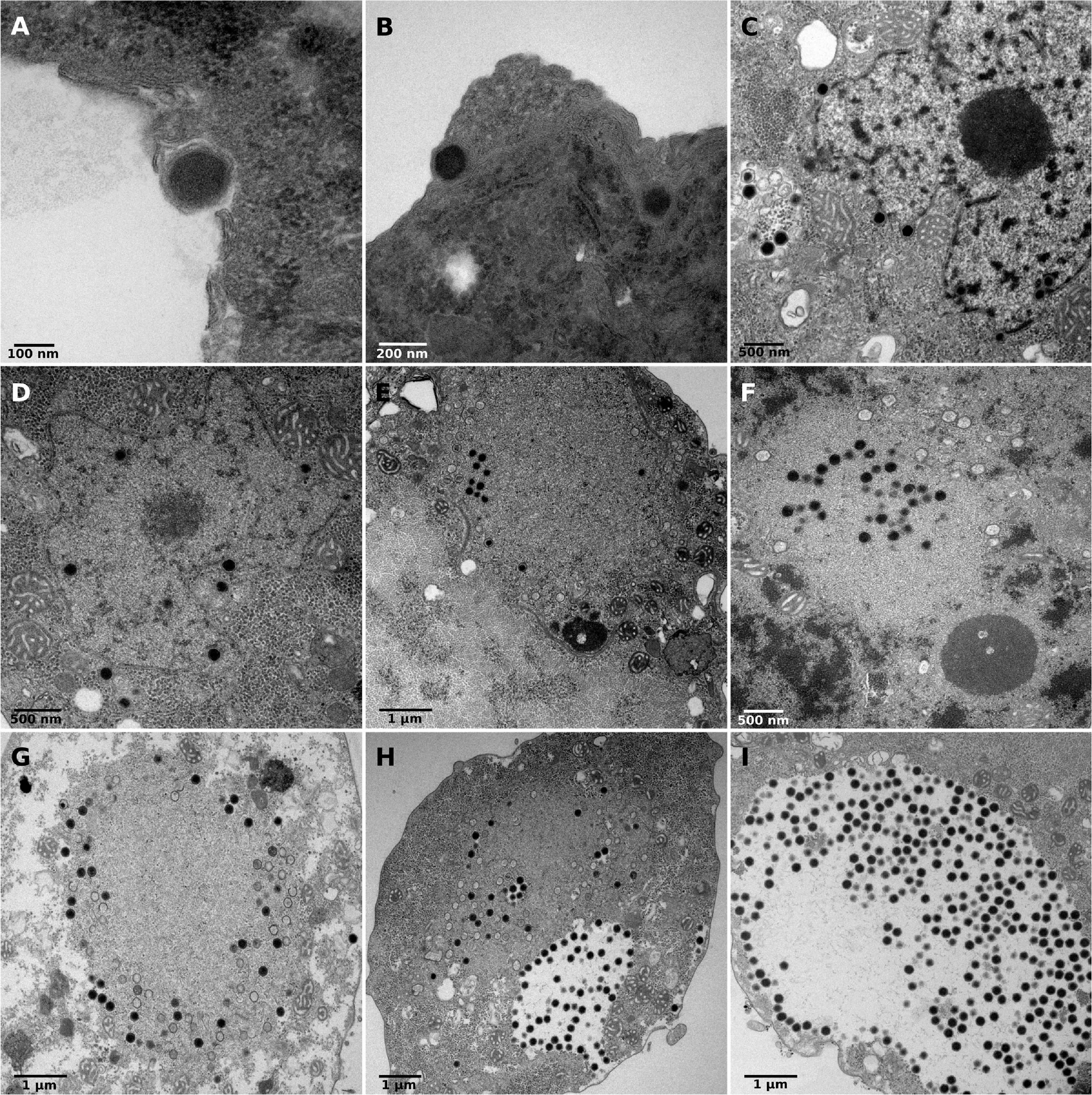
Replikationszyklus von „Clandestinovirus ST1“ in V. vermiformis CDC19.

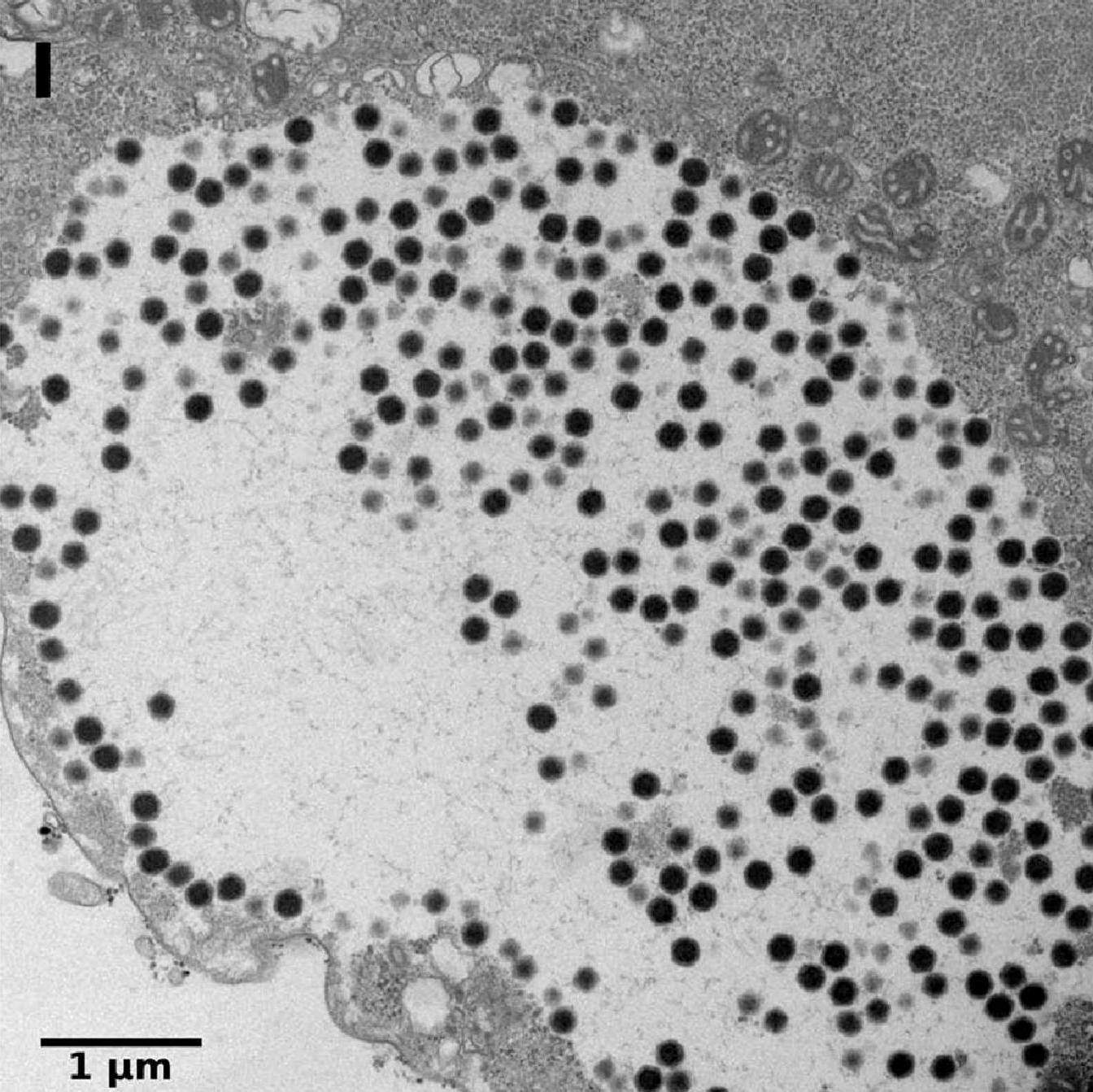
Anhäufung reifer „Clandestinovirus“-Partikel 12 Std. nach Infektion (Detail von oben).

Der Replikationszyklus beginnt mit dem Eindringen des Virus in die Amöbe durch Phagozytose. Einmal innerhalb der Zelle, wandert das Virus innerhalb von 4 bis 7 Stunden durch das Zytoplasma zum Zellkern. Die Virionen klammern sich an die Kernmembran und dringen dann in den Zellkern ein.
Die Replikation findet im Zellkern statt, der 7 bis 12 Stunden nach der Infektion in eine Virusfabrik umgewandelt wird.
10 Stunden nach der Infektion beginnen die Viruspartikel außerhalb der Virusfabrik im Zytoplasma des Wirts zu reifen.
Die reifen Partikel sammeln sich in einigen Bereichen an, anders als bei Medusavirus, dessen Virionen-Nachkommenschaft stärker im Zytoplasma verstreut ist.
Die Anwesenheit von Mitochondrien in der Umgebung von Virusfabriken könnte darauf hindeuten, dass die Mitochondrien-bezogenen Proteine des Virus (s. u.) dazu beitragen, bestimmte mitochondriale Aktivitäten zu steuern.
Die neu zusammengesetzten Virionen werden etwa 16 Stunden nach der Infektion durch Exozytose freigesetzt (ohne die bei Megaviricetes üblicherweise beobachtete Lyse). Die Wirtszellen werden im Verlauf rundlich, verlieren ihre Bindung ans Substrat und verbleiben auch nach 5 bis 7 Tagen in diesem Zustand, so wie es im Inversionsmikroskop beobachtet wurde.

## Genom
Das lineare dsDNA-Genom von „Clandestinovirus ST1“ besitzt gemäß der 2021 durch Clara Rolland et al veröffentlichten DNA-Sequenzierung 581.987 bp (Basenpaaren), das sich aus zwei Teilen (englisch scaffolds) mit 562.042 und 19.445 bp zusammensetzt und einen geschätzten G+C-Gehalt von 43,5 respektive 46 % aufweist.
Das gesamte Genom besitzt 652 Offene Leserahmen (englisch open reading frames, ORFs). Die durch sie kodierten Proteine hätten in 35 Fällen jedoch eine abnormalen dreidimensionalen Faltung, so dass von 617 kodierenden Genen ausgegangen wird (559 bei Scaffold 1 und 17 bei Scaffold 2).
Das entspricht einem globalen kodierenden Anteil von 86,8 % des gesamten Genoms (504.963 bp).
Das Genom von „Clandestinovirus“ ist damit um etwa 65 % größer als das von Medusavirus medusae bzw. Medusavirus sthenus, was die beträchtliche Variation der Genomgröße innerhalb dieser Virusfamilie verdeutlicht.
Insgesamt gab es zum Zeitpunkt der Sequenzierung durch Clara Rolland et al bei 214 (ca. 34,7 %) der mutmaßlich kodierten Proteine Homologie zu einem Gen im Genom von mindestens einem anderen Virus oder zellulären Organismus, 403 waren ohne einen solchen Bezug (sog. ORFans).
Unter diesen 214 vorhergesagten Proteinen mit Homologien hatten ca. 40 % die beste Übereinstimmung mit einem anderen Virus, ca. 38 % mit einem Eukaryoten (30 % Metazoa, 22 % Fungi, 12 % Viridiplantae) und ca. 22 % mit einem Prokaryoten (44 mit einem Bakterium und 3 mit einem Archaeon).
Bei sieben Genen wurde festgestellt, dass sie Introns tragen.
Fünf Gene, u. a. die für die Untereinheiten 1 und 2 der DNA-abhängige RNA-Polymerase (RPB1 und RPB2), enthielten jeweils ein einzelnes Intron.
5,1 % der Gene entsprechen den NCLDV-Kerngenen.
Es wurden auch zwei tRNAs (Transfer-RNAs) gefunden, eine Serin-tRNA (Ser-tRNA) und eine Pseudo-tRNA mit 32 % Ähnlichkeit zur Histidin-tRNA (His-tRNA).
Einige der gefundenen Gene lassen vermuten, dass und wie „Clandestinovirus“ die Stoffwechselvorgänge im Zellzyklus der Wirtszelle und die mitochondrialen Aktivitäten des Wirts zu steuern, indem sein Genom für eine Reihe von Proteinkinasen und -phosphatasen kodiert. Offensichtlich optimiert das Virus die intrazelluläre Umgebung für eine effiziente Vermehrung (Replikation) seiner selbst.

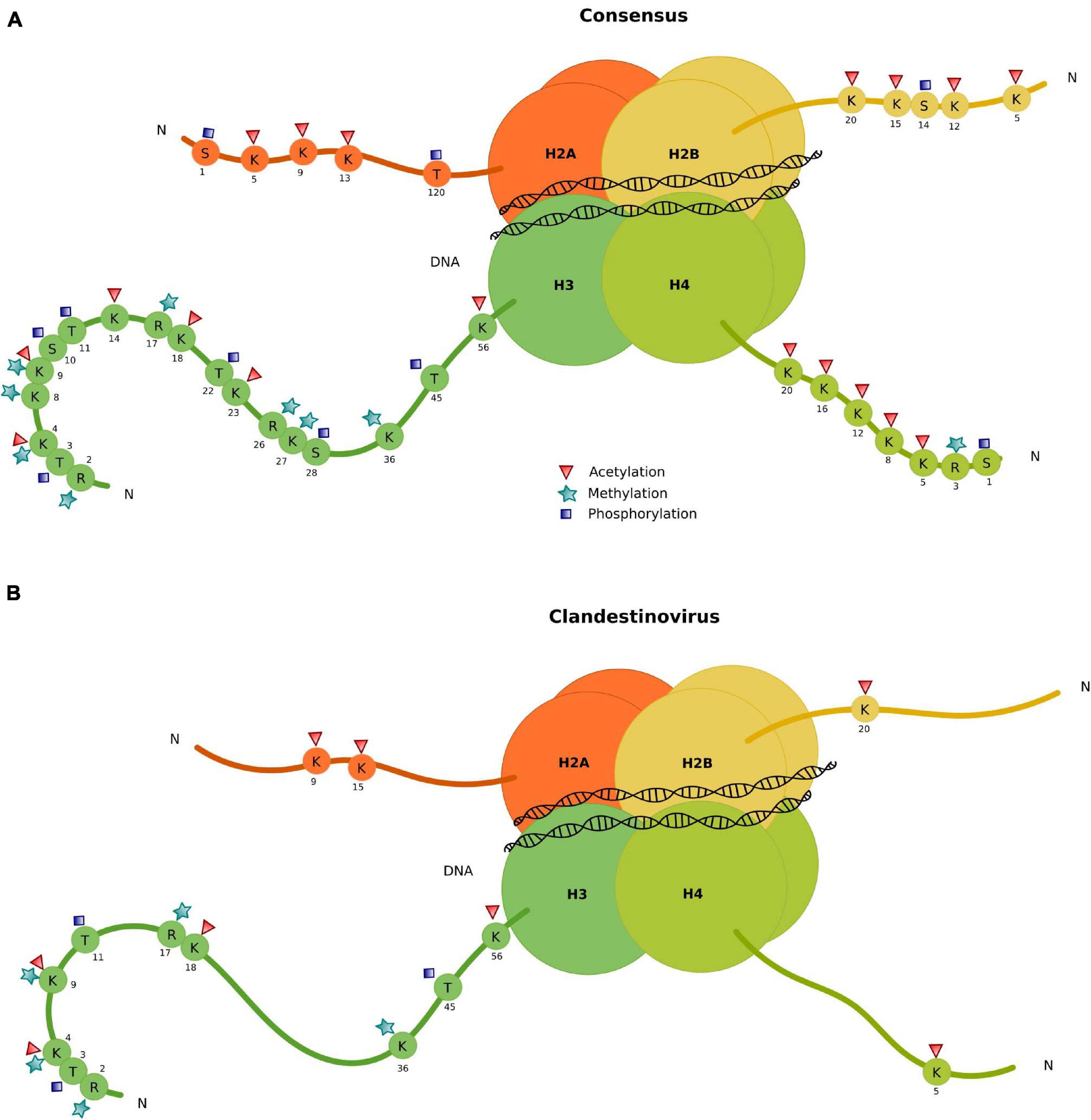
Konservierung spezifischer Modifikationsstellen im N-Terminus der „Clandestinovirus“-Histone. A: Konsens. B: Konservierte Modifikationsstellen bei CLV.

Darüber hinaus kodiert das Virus für ein Homolog einer Nuklease, die Teil des MIMIVIRE-Systems ist, wobei die nächsten Homologe in Phycodnaviridae zu finden sind. Unter anderem kodiert das es für zwei Cycline, mit Homologen in anderen Riesenviren und in Herpesviren.
Interessanterweise kodiert das Virus auch für 10 Proteine, die in Mitochondrien wirken, darunter das mitochondriale Chaperon BCS1.
„Clandestinovirus ST1“ trägt Homologe der Gene, die für vier Kernhistone (H3, H4 und H2B/H2A) und ein zusätzliches Gen für das Linker-Histon H1/H5 kodieren.
Der Vergleich mit anderen Riesenviren, die für Histone kodieren (Marseillevirus, Lausannevirus und Medusavirus), hat gezeigt, dass sowohl „Clandestinovirus“ als auch Medusavirus für diese vier Histone und das Linker-Histon kodieren, während Marseillevirus und Lausannevirus nur für jeweils drei Histone kodieren.
Eine interessante und durch tiefer gehende Untersuchungen zu klärende Frage ist, wie diese Viren davon profitieren könnten, dass sie ihre eigenen Histone kodieren.

## Phylogenie
Clara Rolland et al; (2021) führten auch Genomanalysen durch, um die Verwandtschaft von „Clandestinovirus“ mit den zuvor charakterisierten Riesenviren zu bestimmen.
Die phylogenetische Analyse der viruskodierten Histone stellt das Virus an die Basis der Virenklasse Megaviricetes, die Medusaviren und Marseilleviren umfasst.
„Clandestinovirus“ kodiert für alle Kerngene, die auch Medusaviren haben, und zusätzlich für die RNA-Polymerase und die Topoisomerase II.
Etwas überraschend ist, dass „Clandestinovirus“ und Medusavirus trotz der phylogenetischen Nähe ihrer Kerngene nur 16 Cluster orthologer Gene (COGs) gemeinsam haben. Die größte Anzahl konservierter Gene teilt sich „Clandestinovirus“ mit den Klosneuvirinae mit insgesamt 58 COGs, gefolgt von der Mimiviridae-Gruppe I (Megamimivirinae inklusive Mimivirus) mit 42 COGs. Trotz der phylogenetischen Nähe sind nur 16 COGs mit Medusavirus gemeinsam.
Der phylogenetische Abstand wird auch durch die Beobachtung gestützt, dass die meisten Gene mit Introns zwischen den beiden Virusgattungen unterschiedlich sind.
Wie sich zeigte, ist „Clandestinovirus“ noch entfernter verwandt mit den Emiliania-huxleyi-Viren (Phycodnaviridae-Gattung Coccolithovirus) und den Phycodnadnaviridae-nahen Molliviren und Pandoraviren.
Clara Rolland et al; (2021) stellten „Clandestinovirus“ trotz dieses relativ großen Abstands in dieselbe Familie Mamonoviridae (alias Medusaviridae) wie Medusavirus.
Dieser Zuordnung widersprachen jedoch Zhang et al. (2021).

## Etymologie
Der Präfix im Namen von „Clandestinovirus“ kommt von lateinisch clandestinus ‚heimlich‘, ‚geheim‘, vgl. deutsch klandestin. Dies dürfte eine Anspielung darauf sein, dass sich das Virus in die Proben von „Faustovirus ST1“ ‚heimlich eingeschlichen‘ hat.